# Coruja-malgaxe
A coruja-malgaxe (Tyto soumagnei) é uma espécie de coruja que pertence à família Tytonidae.